# 次鏡
次鏡是反射望遠鏡匯集和聚焦光線的第二面鏡子。主鏡收集的光線傳向焦點時，經過次鏡所在的位置是很典型的做法。次鏡調整光線或是朝向側面（牛頓望遠鏡）或是返回焦平面和穿過主鏡（卡塞格林反射鏡）……
次鏡通常由X型的叉架（有時稱為蜘蛛架）支撐在光源和主鏡之間的光路上，但最重要的是不能導致影像的畸變。主鏡上的每一個點都會單獨的成像，當面積增加時就能使微弱的影相增加亮度，而不改變影像的形狀。也就是說，次鏡和他們的支撐架可能因為點彌漫函數導致較小的畸變，來自明亮光源的輻射就會造成影像上常見的十字型"繞射尖刺"。